# Polymerus unifasciatus
Polymerus unifasciatus är en insektsart som först beskrevs av Fabricius 1794.  Polymerus unifasciatus ingår i släktet Polymerus och familjen ängsskinnbaggar. Arten är reproducerande i Sverige. Inga underarter finns listade i Catalogue of Life.

## Bildgalleri

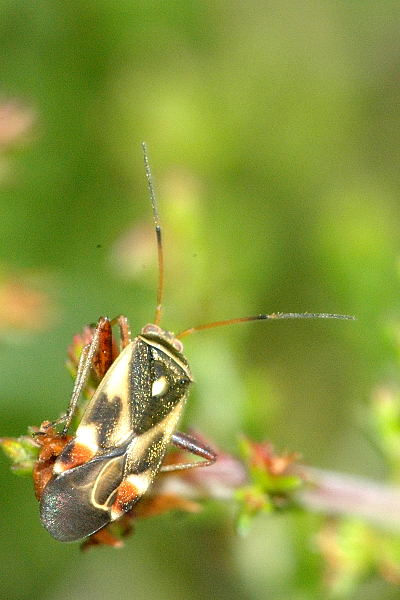